# Genisphindus roxanneae
Genisphindus roxanneae is een keversoort uit de familie slijmzwamkevers (Sphindidae). De wetenschappelijke naam van de soort werd in 1993 gepubliceerd door McHugh.